# Kezdő megbeszélés
A kezdő megbeszélés az első találkozó a projektcsapattal és a projekt ügyfelével vagy anélkül. Ez a találkozó követi a projekt alapelemeinek meghatározását és az egyéb projekttervezési tevékenységeket. Ez a találkozó bemutatja a projektcsapat tagjait és az ügyfelet, és lehetőséget ad a csapattagok szerepének megvitatására. Más alap elemek is megvitathatóak a projektben, amik bevonják az ügyfelet ezen a találkozón (ütemterv, állapotjelentés stb.).
Ha új csapattagok érkeznek, elmagyarázzák a követendő folyamatot, hogy a szervezet minőségi szabványait fenntartsák. A projektvezető tisztázza, ha a folyamatok végrehajtásában bármilyen kétértelműség merül fel.
Külön vita folyik a projekt jogi vonatkozásairól. Például a tesztelő csapattal együttműködő tervezőcsapat azt szeretné, ha az autót városi utakon tesztelnék. Ha a jogi engedélyeket az érintett érdekelt fél nem említi meg a kezdeti szakaszban, a tesztet később módosíthatják, hogy megfeleljen a helyi közlekedési törvényeknek (ez a projekt megvalósításának nem tervezett késedelmét okozza). Ezért a legjobb lenne, ha erről a kickoff-értekezleten beszélnénk, és külön nyomon követnénk, ahelyett, hogy feltételezések alapján haladnánk előre, és később kénytelenek lennénk újratervezni a tesztelési eljárásokat.
Az indító megbeszélés lelkesíti az ügyfelet, és teljes összefoglalót ad a projekt eddigi állásáról. A cél és az eléréséhez szükséges lépések alapos ismeretének bemutatásával az ügyfél bizalmat kap a csapat munkaképességébe. A Kickoff azt jelenti, hogy a munka megkezdődik.

## Fordítás
Ez a szócikk részben vagy egészben  a   Kickoff meeting című angol Wikipédia-szócikk ezen változatának fordításán alapul.  Az eredeti cikk szerkesztőit annak laptörténete sorolja fel. Ez a jelzés csupán a megfogalmazás eredetét és a szerzői jogokat jelzi, nem szolgál a cikkben szereplő információk forrásmegjelöléseként.

## Kapcsolódó szócikk
- Projektmenedzsment